# Stazione di Bibi
La stazione di Bibi (美々駅?, Bibi-eki) è una stazione della città di Chitose situata lungo la linea Chitose. La stazione è attiva come fermata impresenziata.

## Linee
JR Hokkaido
■ Linea Chitose

## Struttura
La stazione è dotata di 2 binari con due piattaforme laterali.
| 1 | ■ Linea Chitose |  | per Tomakomai, Muroran e Hakodate          |
| 2 | ■ Linea Chitose |  | Binario di servizio                        |
| 3 | ■ Linea Chitose |  | per Minami-Chitose, Sapporo, Teine e Otaru |

## Stazioni adiacenti
| «             | Servizio      | »              |
| Linea Chitose | Linea Chitose | Linea Chitose  |
| ------------- | ------------- | -------------- |
| Uenae         | Locale        | Minami-Chitose |